# Kyriani Sabbe
Kyriani Sabbe (26 januari 2005) is een Belgisch voetballer die onder contract ligt bij Club Brugge.

## Clubcarrière

### Jeugd
Sabbe zette zijn eerste voetbalstappen bij KVC Ichtegem, maar maakte al op jonge leeftijd de overstap naar Club Brugge.
In 2020 kon Sabbe rekenen op sterke interesse van AFC Ajax, maar de toen vijftienjarige verdediger ondertekende een contract tot 2023 bij Club Brugge. Op 31 januari 2021 maakte hij zijn officiële debuut voor Club NXT, het beloftenelftal van Club Brugge in Eerste klasse B: in de competitiewedstrijd tegen RFC Seraing kreeg hij een basisplaats van trainer Rik De Mil. Op 14 maart 2022 verlengde Sabbe zijn contract tot 2024 bij Club Brugge.
Sabbe trad in het seizoen 2021/22 weer aan in de beloftencompetitie met Club NXT. De verdediger was dat seizoen ook een vaste waarde in de UEFA Youth League, waar Club Brugge de groepsfase overleefde maar in de tussenronde sneuvelde tegen FC Midtjylland. Sabbe miste geen minuut en scoorde in de derde groepswedstrijd het enige Brugse doelpunt in het 1-1-gelijkspel tegen Manchester City.
In het seizoen 2022/23, toen Club NXT zijn comeback maakte in Eerste klasse B, was Sabbe opnieuw een vaste waarde in de ploeg. Hij kwam uiteindelijk in actie in 23 van de 32 competitiewedstrijden, waarin hij goed was voor twee goals en drie assists. Die doelpunten droegen telkens bij tot puntenwinst: in het 3-3-gelijkspel tegen Excelsior Virton op de zevende competitiespeeldag trapte hij Club NXT nog voor het halfuur naar een 1-2-voorsprong, in de 3-4-zege bij Lommel SK twee weken later opende hij de score. Sabbe bood in diezelfde wedstrijd Noah Mbamba ook de assist aan voor de 3-3.

### Club Brugge
Op 4 oktober 2022, amper vier dagen na het 3-3-gelijkspel van Club NXT in Virton, nam Club Brugge-trainer Carl Hoefkens de zeventienjarige Sabbe op in de wedstrijdselectie voor de Champions League-groepswedstrijd tegen Atlético Madrid (2-0-zege). Sabbe kwam in deze wedstrijd evenwel niet in actie. Zijn officiële debuut in het eerste elftal van Club Brugge volgde pas op 2 april 2023, toen trainer Rik De Mil hem in de competitiewedstrijd tegen KV Mechelen (0-3-winst) in de 89e minuut liet invallen voor Tajon Buchanan. Op de slotspeeldag van de reguliere competitie liet De Mil hem in de 7-0-zege tegen KAS Eupen in de 51e minuut invallen voor Raphael Onyedika. In de 65e minuut leverde Sabbe de assist af voor de 6-0 van Ferran Jutglà. Zijn eerste basisplaats in het eerste elftal van Club Brugge kreeg hij op 4 juni 2023, toen hij op de slotspeeldag van de play-offs de geschorste Denis Odoi moest vervangen tegen Union Sint-Gillis. Sabbe speelde een hele wedstrijd en zag zo van dichtbij hoe Club Brugge in de slotfase een 1-0-achterstand omboog in een 1-3-zege, waardoor niet Union maar Antwerp FC landskampioen werd.
Een week na afloop van het seizoen 2022/23 ondertekende Sabbe een contractverlenging tot 2025 met optie op een extra jaar bij Club Brugge.
In het seizoen 2023/24 werd Sabbe, ondanks een blessure aan het begin van het seizoen, titularis voor Club dat uiteindelijk kampioen speelde. In mei 2024 speelde hij mee in de halve finale van de Europa Conference League, waar Club Brugge werd uitgeschakeld door Fiorentina.

## Clubstatistieken
| Seizoen         | Club            | Land            | Competitie      | Competitie | Competitie | Beker | Beker | Supercup | Supercup | Europees | Europees | Totaal | Totaal |
| Seizoen         | Club            | Land            | Competitie      | Wed.       | Dlp.       | Wed.  | Dlp.  | Wed.     | Dlp.     | Wed.     | Dlp.     | Wed.   | Dlp.   |
| --------------- | --------------- | --------------- | --------------- | ---------- | ---------- | ----- | ----- | -------- | -------- | -------- | -------- | ------ | ------ |
| 2020/21         | Club NXT        | Vlag van België | Eerste klasse B | 7          | 0          | —     | —     | —        | —        | —        | —        | 7      | 0      |
| 2022/23         | Club NXT        | Vlag van België | Eerste klasse B | 23         | 2          | —     | —     | —        | —        | —        | —        | 23     | 2      |
| 2022/23         | Club Brugge     | Vlag van België | Eerste klasse A | 3          | 0          | 0     | 0     | 0        | 0        | 0        | 0        | 3      | 0      |
| 2023/24         | Club Brugge     | Vlag van België | Eerste klasse A | 18         | 1          | 0     | 0     | 0        | 0        | 10       | 0        | 28     | 1      |
| Carrière totaal | Carrière totaal | Carrière totaal | Carrière totaal | 51         | 3          | 0     | 0     | 0        | 0        | 10       | 0        | 61     | 3      |

Bijgewerkt op 28 april 2024.

## Interlandcarrière
Sabbe nam in 2022 met België –17 deel aan het EK –17 in Israël. De verdediger stond in alle drie de groepswedstrijden (tegen Servië, Spanje en Turkije) als kapitein aan de aftrap. Het toernooi eindigde voor de Belgen na de groepsfase.

## Erelijst
| Belgisch kampioen | 1x | 2023/24 |
| Beker van België  | 1x | 2024/25 |

## Trivia
- Sabbe werd bij zijn debuut voor Club NXT op 31 januari 2021 de jongste speler ooit in Eerste klasse B met een leeftijd van 16 jaar en 5 dagen. Hij nam het record over van zijn ploegmaat Noah Mbamba, die amper acht dagen eerder zijn debuut had gemaakt voor Club NXT.

2 Romero ·
4 Ordóñez ·
8 Tzolis ·
9 Jutglà ·
10 Vetlesen ·
14 Meijer ·
15 Onyedika ·
16 Van den Heuvel ·
17 Vermant ·
19 Nilsson ·
20 Vanaken  · 
21 Skóraś ·
22 Mignolet ·
24 Osuji ·
27 Nielsen ·
29 Jackers ·
30 Jashari ·
41 Siquet ·
44 Mechele ·
55 De Cuyper ·
58 Spileers ·
62 Audoor ·
64 Sabbe ·
65 Seys ·
66 Yameogo ·
67 Et Taïbi ·
68 Talbi ·
71 De Corte ·
81 Vanden Driessche ·
84 Campbell ·
87 Furo ·
Coach: Hayen
Assistent-coach: Jonckheere